# شيخ طعمة (كرخة)
شيخ طعمة (بالفارسية: شیخ طعمه) هي قرية تقع في إيران في قسم كرخة الريفي. يقدر عدد سكانها بـ 1,292 نسمة .